# Sodegaura
Sodegaura (袖ヶ浦市; -shi) é uma cidade japonesa localizada na província de Chiba.
Em 2003 a cidade tinha uma população estimada em 59 259 habitantes e uma densidade populacional de 624,30 h/km². Tem uma área total de 94,92 km².
Recebeu o estatuto de cidade a 1 de Abril de 1991.

## Cidade-irmã
Sodegaura é geminada com:
- Itajaí, Brasil